# Zástava
| \| \| |
|       |

|  |

| \| \| |
|       |

|  |

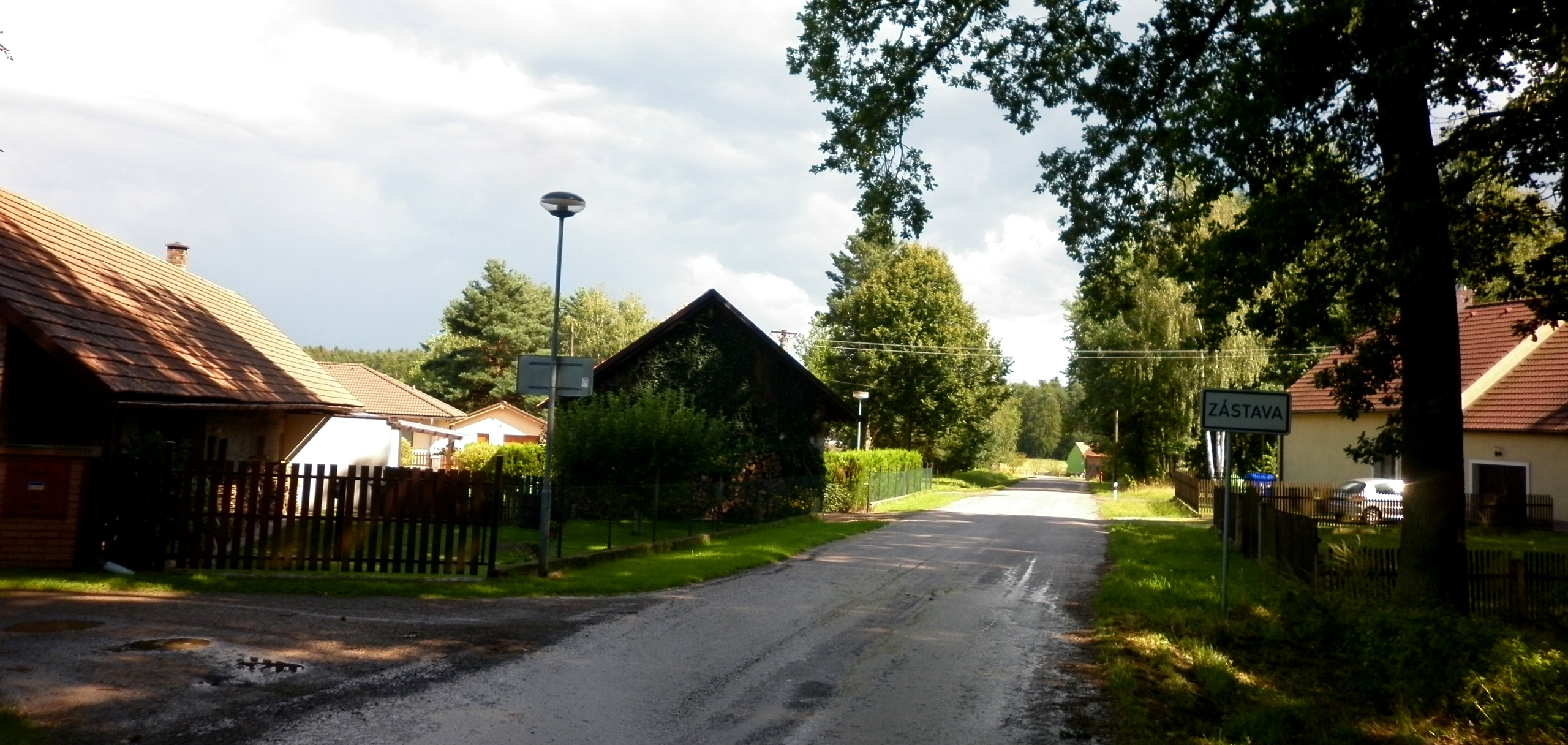
Ortsansicht

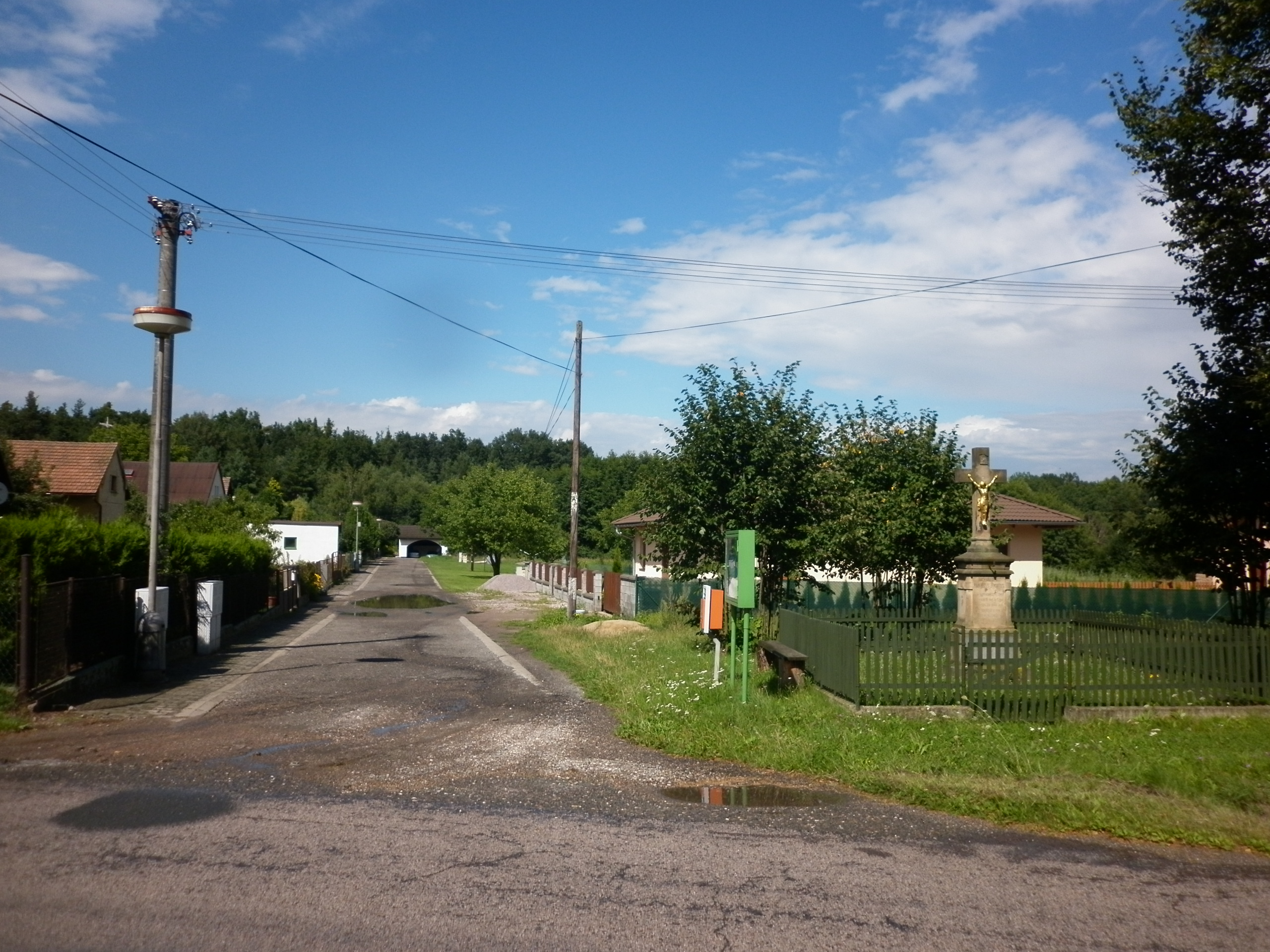
Wegkreuz

Zástava (deutsch Zastawa, 1939–45 Sastawa) ist ein Dorf in Tschechien. Es liegt neun Kilometer nordöstlich des Stadtzentrums von Pardubice. Zástava gehört anteilig als Ortsteil zur Gemeinde Újezd u Sezemic und als Grundsiedlungseinheit zur Gemeinde Rokytno im Okres Pardubice.

## Geographie
Das von Wald umgebene Dorf Zástava befindet sich linksseitig des Baches Hradečník in der Pardubická kotlina (Pardubitzer Becken). Nordöstlich des Dorfes liegt der Teich Újezdský rybník, östlich der Bohumilečský rybník. Im Nordwesten erhebt sich die Aschenhalde des Kraftwerks Opatovice (250 m n.m.), gegen Südwesten erstreckt sich – auf einer rekultivierten Aschenhalde – der Golfplatz Kunětická hora. 
Nachbarorte sind Vysoká nad Labem im Norden, Borek und Hrachoviště im Nordosten, Újezd u Sezemic im Osten, Rokytno und Bohumileč im Südosten, Dražkov im Süden, Němčice und Dříteč im Südwesten, Hrobický Dvůr, Malá Čeperka und Podůlšany im Westen sowie Čeperka und Bukovina nad Labem im Nordwesten.

## Geschichte
Im Zuge der Raabisation wurden seit den 1770er Jahren auf dem Gebiet der Kameralherrschaft Pardubitz zahlreiche neue Dörfer angelegt. Zástava wurde um 1780 anstelle eines einschichtigen Bauernhofes auf dem Kataster von Újezd als einfache Häuserzeile angelegt und nach dem früheren Besitzer des Hofes benannt.
Im Jahre 1835 bestand das im Chrudimer Kreis gelegene Dorf Zastawa aus 7 Häusern, in denen 45 Personen lebten. Pfarrort war Dřitsch. Bis zur Mitte des 19. Jahrhunderts blieb Zastawa der k.k. Kameralherrschaft Pardubitz untertänig.
Nach der Aufhebung der Patrimonialherrschaften bildete Zástava ab 1849 einen Ortsteil der Gemeinde Újezd im Gerichtsbezirk Pardubitz. Ab 1868 gehörte das Dorf zum politischen Bezirk Pardubitz. Zu dieser Zeit entstand auf dem Kataster von Bohumileč eine zweite Häuserzeile, die Zástava na Prutě (Zástava II) genannt wurde.
1869 hatte Zástava (Zástava I) 38 Einwohner und bestand aus 7 Häusern. Im Jahre 1900 lebten in Zástava 34 Menschen, 1910 waren es 30. 1930 hatte Zástava 36 Einwohner. Im Jahre 1949 wurde Zástava dem Okres Pardubice-okolí zugeordnet, seit 1960 gehört das Dorf wieder zum Okres Pardubice. Am 30. April 1976 erfolgte die Eingemeindung beider Teile nach Rokytno. Újezd und Zástava I lösten sich 1990 wieder los und bildeten die Gemeinde Újezd. Beim Zensus von 2001 lebten in den 7 Häusern von Zástava I 13 Personen. Im Jahre 2018 hatte das Dorf Zástava 52 Einwohner, davon lebten 39 in Zástava II und 13 in Zástava I.

## Ortsgliederung
Zástava ist zwischen zwei Gemeinden geteilt. Der westliche und größere Teil bildet die zum Ortsteil Bohumileč der Gemeinde Rokytno gehörige Grundsiedlungseinheit Zástava II und ist Teil des Katastralbezirkes Bohumileč. Der östliche Teil gehört als Ortsteil Zástava bzw. Grundsiedlungseinheit Zástava I zur Gemeinde Újezd u Sezemic und ist Teil des Katastralbezirkes Újezd u Sezemic.

## Sehenswürdigkeiten
- Steinernes Kreuz in Zástava II